# Himarë
Himarë ([himaɾ(ə)]; bepaalde vorm: Himara; Grieks: Χειμάρρα, Chimarra) is een stad (bashki) in het zuidwesten van Albanië. De stad maakt deel uit van de Vlorë-prefectuur tegen de Griekse grens en is met haar 7800 inwoners de zevende kleinste stad (bashki) van het land.
Himarë is een populaire badplaats aan de Ionische Zee en het toeristische centrum van de Albanese Rivièra, die het leeuwendeel van het Ionische gedeelte van 's lands kustlijn beslaat. De stad is de grootste plaats tussen prefectuurhoofdstad Vlorë in het noorden en Sarandë in het zuiden, en wordt overwegend bevolkt door etnische Grieken die tweetalig Grieks-Albanees zijn.

## Geschiedenis

### Prehistorie
De geschiedenis van Himarë begint in de prehistorie; in die periode werd de plek waar zich vandaag de citadel bevindt, die op een heuveltop boven de stad uittorent, namelijk al bewoond — men kon er zich beter verweren tegen aanvallen vanop zee. Noch de naam, noch de herkomst van deze oorspronkelijke bewoners zijn bekend. Opgravingen in een grot in Spile, net bezuiden het oude stadscentrum, hebben uitgewezen dat dat gebied reeds in de zesde eeuw voor Christus bewoond werd.

### Oudheid

Stammen in het antieke Epirus

De streek van het huidige Himarë werd in de oudheid bewoond door Chaoniërs, een van de drie belangrijkste Griekstalige stammen van de regio Epirus, een gebied verspreid over het huidige Albanië en Griekenland. Verondersteld wordt dat Himarë door hen is gesticht onder de naam Χίμαιρα (Chimera, 'Chimaera') als een handelspost langs de Chaonische kust. Een andere theorie over de oorsprong van de naam zegt dat hij afkomstig is van het eveneens Griekse χείμαρρος (chimarros), dat 'bergstroom' betekent.
Tijdens de klassieke oudheid maakte de regio deel uit van het koninkrijk Epirus, dat bestuurd werd door de Molossische dynastie der Aiakiden, waaronder Pyrrhus van Epirus. In de tweede eeuw voor Christus werd de streek door de Romeinen veroverd en aan de provincie Macedonië toegevoegd. Bij de Romeinse verovering werden veel nederzettingen zwaar beschadigd of van de kaart geveegd onder leiding van generaal Lucius Aemilius Paulus Macedonicus.
Tijdens de burgeroorlog tussen Pompeius en Caesar trokken de troepen van Julius Caesar van Oricum (nabij het huidige Orikum) langs Himarë naar Griekenland, nadat ze enkele kilometers ten noorden van de eerste stad aan land waren gekomen. Bij de definitieve splitsing van het Romeinse Rijk in 395 werd de provincie Epirus en daarmee ook Himarë bij het door Grieken gedomineerde Byzantijnse Rijk ingedeeld. Zoals de rest van de regio werd de stad een regelmatig doelwit van verschillende invallen, zoals van Goten, Avaren, Slaven, Bulgaren, Saracenen en Noormannen.

### Middeleeuwen
Er is niet zeer veel bekend over Himarë in de middeleeuwen. De plaats wordt onder de naam Chimaeriae vermeld in Procopius' Over Gebouwen uit 560, waarin is te lezen dat de stad deel uitmaakt van het oude Epirus, en dat er een nieuwe vesting zou zijn gebouwd. In 614 viel een Slavische stam de regio binnen, waarna het gebied van Himarë tot het Griekse Margariti, bij Igoemenitsa, door hem werd gecontroleerd onder de naam Vagenetia.
Volgens een Byzantijnse oorkonde uit 1020 was Himarë enige tijd het centrum van een orthodox bisdom, maar lag het meestal in het grensgebied tussen verschillende rivaliserende rijken, waardoor het een zekere autonomie heeft kunnen verwerven. Aan het eind van de negende eeuw reikte het Bulgaarse rijk tot aan Himarës kust. Het gebied werd in 1085 door de Vikingen verwoest.
De laatste attestatie van de term Chaonia voor de regio van Himarë dateert uit de twaalfde eeuw, waarin hij voorkomt in een Byzantijnse belastingbrief. Na de Vierde Kruistocht stortte de heerschappij van Byzantium aan de Ionische Zee in elkaar. Als successiestaat ontstond het Despotaat Epirus, waarmee Himarë de wisselende lotgevallen deelde tot in de tweede helft van de dertiende eeuw. Vanaf dat moment onderhield Himarë een eigen vloot, die werd ingezet om het grondgebied tegen onder meer piraten te beschermen. De stad zelf werd stevig versterkt. Vermoedelijk kwam Himarë in 1277 onder de heerschappij van de Napolitaanse koning Karel van Anjou, nadat de Epirotische heerser Nikephoros I Komnenos Doukas Himarë samen met onder meer de andere haven Butrint aan het Huis Anjou had moeten afstaan. Voortaan werd de kuststrook tussen Himarë en Butrint door Karel gecontroleerd.
In 1372 werd de stad samen met Vlorë, Kaninë (tegenwoordig deel van de gemeente Qendër nabij Vlorë) en de streek van Berat als bruidsschat overgedragen aan de vorst van Zeta, Balša II, die in het huwelijk trad met de dochter van Johannes Komnenos Asen. Na Balša's dood in 1385 bleven zijn weduwe Komnina en dochter Ruđina de macht over de streek uitoefenen tot de verovering van Vlorë door de Ottomanen in 1417.

### Ottomaanse periode

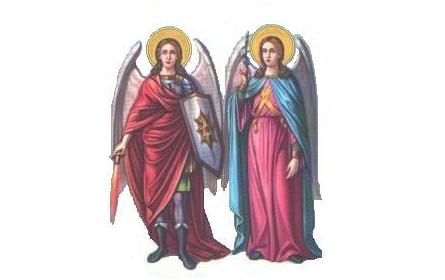
Vlag van Himarë als autonoom district binnen het Ottomaanse Rijk, met de aartsengelen Michaël en Gabriël

Himarë was onder het Ottomaanse Rijk bekend omwille van de opstandigheid van zijn inwoners. Op het einde van de veertiende eeuw begonnen de Ottomanen met de verovering van de toentertijd christelijke gebieden in het huidige Zuid-Albanië. Toen in 1478 de rest van Albanië al Ottomaans was, waren Himarë en zijn nabije omgeving na verschillende mislukte expedities nog niet veroverd. De stad sloot op zichzelf bondgenootschappen met onder meer Spanje, de Republiek Venetië en Rusland.
In de zomer van 1473 veroverden hoofdman Johannes Vlasis en een eenheid afkomstig van het nabijgelegen Griekse eiland Korfoe, gesteund door de bevolking van de stad, de hele kuststrook tussen Himarë en Sagiada (in de moderne Griekse grensgemeente Filiates) op de Turken. Toen de eerste Ottomaans-Venetiaanse Oorlog zes jaar later eindigde kwam de streek echter opnieuw onder Ottomaanse controle.
In 1481 verenigden de stedelingen zich met de troepen van Gjon Kastrioti II, zoon van 's lands nationale held Skanderbeg, in een opstand tegen de Ottomanen, die slechts op papier de soevereiniteit over Himarë hadden. Met hun vloot slaagden ze erin de Turkse bevoorrading van het Italiaanse Otranto, dat toen sinds een jaar door de Ottomanen werd bezet, te verstoren. De Ottomaanse overheersing werd even gedestabiliseerd, maar finaal miste het oproer zijn doel. Ook in 1488 en tussen 1494 en 1509 vonden opstanden plaats die er niet in slaagden het gebied aan de Turkse controle te ontrukken. In 1492 sloot sultan Bayezid II na een mislukte veldtocht wel een akkoord dat Himarë autonomie toekende. Süleyman I viel Himarë, dat in die tijd een vijftigtal dorpen in de omgeving controleerde, in 1537 echter opnieuw aan. Veel omliggende dorpen werden vernield of ingenomen, maar Süleyman slaagde er niet in de hele regio te onderwerpen.
Hoewel Himarë uiteindelijk niet heeft kunnen standhouden, is de macht van de Ottomanen over de haast uitsluitend over zee bereikbare regio steeds vrij zwak gebleven. De sultans zagen zich na de uiteindelijke verovering genoodzaakt het enige privileges toe te kennen, zoals eigen lokaal bestuur, het recht om wapens te dragen en om onder de eigen vlag elke Ottomaanse haven binnen te varen, en vrijstelling van belastingen en dienstplicht. Toch revolteerden de inwoners van Himarë nog verschillende malen tegen de Ottomaanse machthebbers, met name tijdens de derde Ottomaans-Venetiaanse Oorlog (1537-1540), de Oorlog van de Heilige Liga (1571, deel van de vierde Ottomaans-Venetiaanse Oorlog), de Moreaanse Oorlog (1684-1699), de zevende Ottomaans-Venetiaanse Oorlog (1714-1718) en de verschillende Russisch-Turkse oorlogen in de achttiende eeuw. Ottomaanse vergeldingsacties hiervoor resulteerden in een ontvolking van de regio, en gedwongen bekeringen tot de islam drongen de christelijke bevolking tegen de achttiende eeuw terug tot Himarë zelf en zes dorpen. Afgezien van de Ottomanen vielen ook de Laben, een naburige Albanese stam, Himarë en omgeving regelmatig aan op grond van ras en religie. In 1577 vroegen de leiders van Himarë de paus om wapens en middelen, met de belofte tegen de Ottomanen te zullen vechten en hun religieuze loyaliteit naar Rome te verplaatsen, maar desalniettemin de oosters-orthodoxe liturgische gebruiken te behouden wegens de overwegend Griekse bevolking en het gebrek aan kennis van de taal van het katholicisme.
De eerste school in de regio van Himarë opende haar deuren in 1627, en was Griekstalig. In de jaren daarop openden ook in Dhërmi en Palasë, tegenwoordig op het grondgebied van de stad Himarë gelegen, Griekse scholen. In de achttiende eeuw knoopte Himarë nauwe contacten aan met de Italiaanse stadstaten, met name Napels en het machtige Venetië, en met Oostenrijk-Hongarije, dat toen Korfoe en de andere Ionische eilanden controleerde. Velen emigreerden naar Italië, en behielden er hun Griekse identiteit.
De Grieks-orthodoxe kerk, die traditiegetrouw veel aanhang kende en kent in Himarë, heeft in Himarës opstandige houding altijd een hand gehad. Omdat de stad zijn vijanden de Soulioten ondersteunde, leidde Ali Pasja, de Albanese en islamitische leider van de enigszins autonome Ottomaanse Pasjalik van Janina, in 1797 een aanval op Himarë. Meer dan 6000 burgers werden afgeslacht. Twee jaar later probeerde Ali Pasja de banden met de stedelingen opnieuw aan te halen door hun enclave uit te roepen als deel van de pasjalik: hij financierde verschillende openbare werken en kerken in de regio. Volgens sommige bronnen was hij het die in een beschutte baai ten zuiden van de stad de vesting Porto Palermo liet bouwen, die vandaag geldt als toeristische attractie. Na de moord op Ali Pasja door Ottomaanse agenten in 1822 viel Himarë wederom in de handen van Istanboel, al bleef het een enclave, die de destijds met de autoriteiten overeengekomen privileges kon behouden. Die voorwaarden werden op vraag van de lokale leiders in Himarë in bronzen tabletten gegraveerd, die tot op de dag van vandaag worden bewaard in het Topkapıpaleis en -museum in Istanboel.
Toen de Griekse Onafhankelijkheidsoorlog (1821-1832) uitbrak, kwamen de inwoners van Himarë in opstand. Het lokale oproer mislukte, maar veel stedelingen, die vaak veteranen waren uit het Franse of Russische leger, voegden zich bij de revolutionaire strijdkrachten in het zuiden van het huidige Griekenland, waar ze een belangrijke rol speelden in de gevechten. In 1833 verenigden de bewoners zich nogmaals in een opstand. Ook in 1854, tijdens de Krimoorlog, was Himarë een van de eerste stadjes die zich aansloot bij een grote lokale opstand. Hoewel de kersverse Griekse staat het stilzwijgend probeerde te steunen, werd het oproer na enkele maanden door de Ottomanen neergeslagen.

### Twintigste eeuw
In 1912 werd Himarë deel van een onafhankelijk Albanië. Tijdens het interbellum was de stad even een afzonderlijk onderdistrict binnen de prefectuur Vlorë. Aan het begin van de Tweede Wereldoorlog rukte het Griekse leger op tot in Himarë.
Vlak na de opening van Albaniës grenzen, bij het einde van het communistische regime in 1991, emigreerden vele etnische Grieken zuidwaarts om in het financieel gezondere Griekenland te gaan werken. Deze trend heeft zich door een grotere politieke stabiliteit in Albanië en de kansen die de toerisme-industrie van Himarë begon te bieden inmiddels opnieuw gekeerd. Op die manier heeft Himarë zich van een vrij stoffig spookstadje in de jaren 90 ontwikkeld tot een aantrekkelijke badplaats met talrijke appartementsgebouwen, hotels, restaurants en winkels.

## Geografie en stadsbeeld

### Ligging en landschap

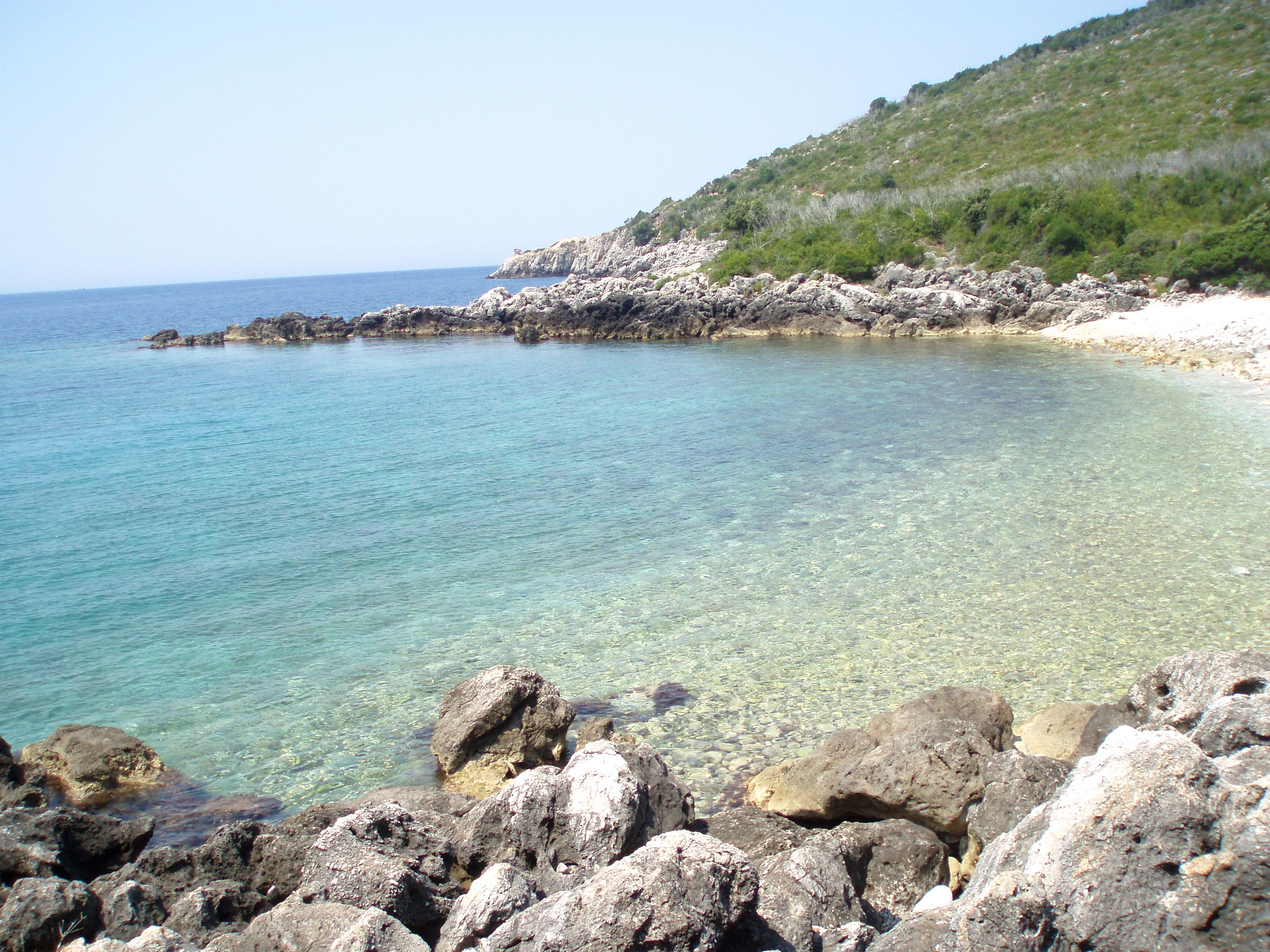
Kustlijn in de omgeving van Himarë

Himarë ligt enigszins van de rest van het land geïsoleerd, tussen de Ionische Zee in het zuidwesten en de tot 2000 meter hoge Mali Kanalit-bergketen in het noordoosten. Dit bemoeilijkt het vervoer over land (de kustwegen naar en in de gemeente Himarë zijn doorgaans smal en bochtig), maar heeft er ook voor gezorgd dat de natuur in de omgeving vrij ongerept is gebleven.
De gemeente Himarë, die vaak als een landstreek op zichzelf wordt gezien, is een kuststrook van circa twintig bij vijf kilometer die wordt gekenmerkt door lange witte zandstranden. Het grondgebied grenst in het zuiden aan de gemeente Lukovë van het district Sarandë; langs de weg vanuit Himarës zuidelijkste plaats Qeparo komt men echter eerst de plaatsen Borsh, Piqeras en Sasaj tegen, die alle onder Lukovë vallen. Op de vlak aan de kust gelegen heuvels wordt aan terrasbouw gedaan (citrusvruchten en olijven). De stad zelf strekt zich uit langs een kleine baai.

### Stadsbeeld en wijken

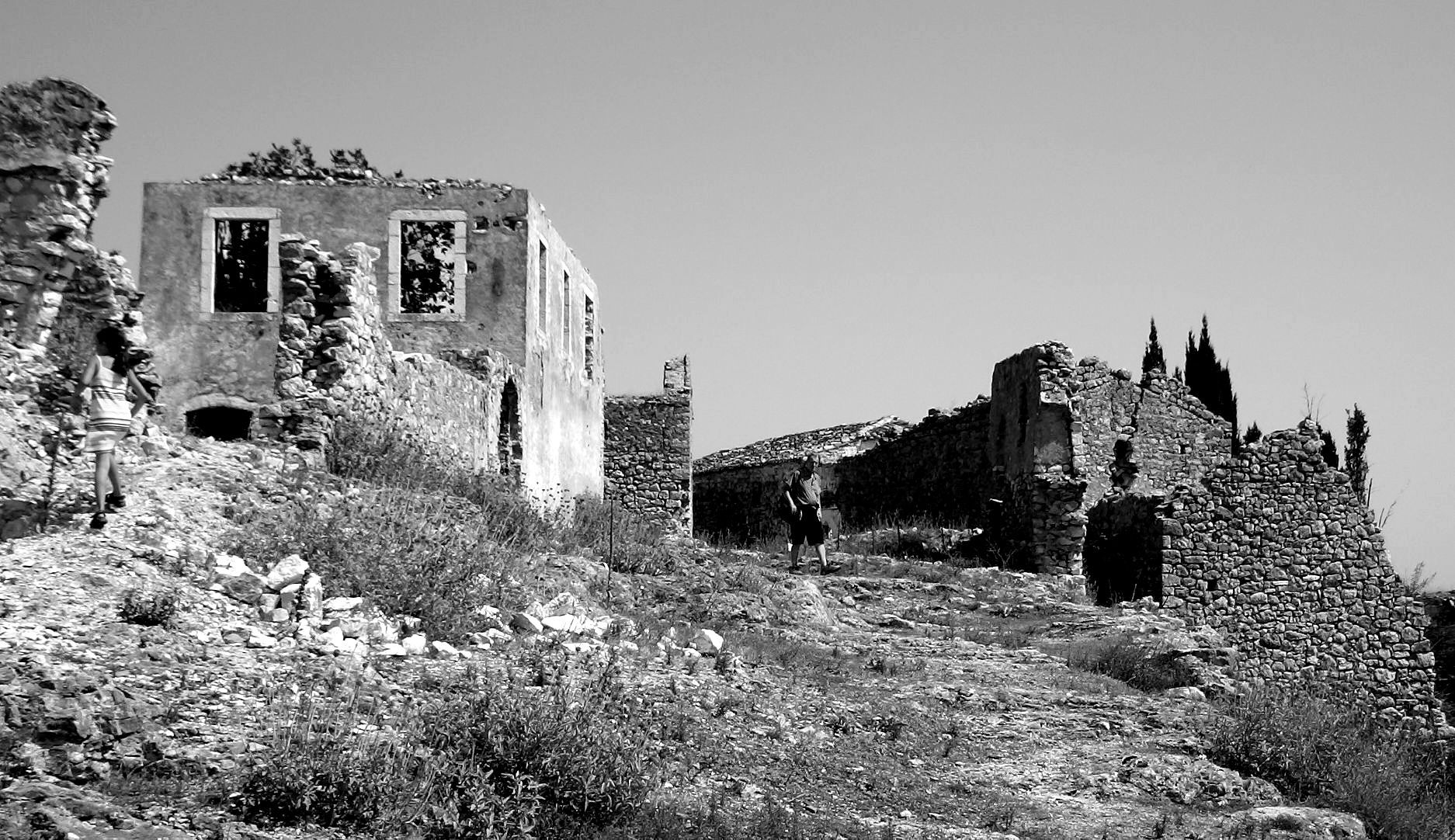
Ruïnes in het oude stadsgedeelte

Het centrum van Himarë, dat tegen een heuvel is opgebouwd, bestaat uit de oude bovenstad, die Kastro genoemd wordt, en Spile, het toeristische nieuwe stadsgedeelte met strandpromenade langs de kust, dat zich zuidelijk van de oude stad situeert en tegenwoordig het economische hart van de gemeente vormt. Kastro ligt 360 meter boven de zeespiegel en bestaat uit geplaveide steile en smalle straatjes (die autovrij zijn gemaakt) en stenen huizen. Op de top van de heuvel ligt de Illyrische citadel met bijbehorende kerk, die vandaag vervallen zijn.
Naast Kastro en Spile zijn er nog de wijken Livadh, Michaili, Potam, Stefanel en Zhamari. In Potam bevinden zich een aantal bronnen, die vandaag de dag nog steeds instaan voor het drinkwater voor de hele stad — achter het Likoka Hotel in de wijk bevindt zich een verlaten pompstation voor dit water, dat in de jaren 1960 werd gebouwd om de irrigatie van citrus- en olijfbomen boven de stad mogelijk te maken.

### Bestuurlijke indeling
Administratieve componenten (njësitë administrative përbërëse) na de gemeentelijke herinrichting van 2015 (inwoners tijdens de census 2011 tussen haakjes):
Himare (2822) • Horë-Vranisht (2080) • Lukovë (2916).
De stad wordt verder ingedeeld in 25 plaatsen: Bolenë, Borsh, Çorraj, Dhërmi, Fterrë, Gjilekë, Himarë, Iliaz, Kallarat, Kuç Buronjë, Kuç, Kudhës, Lukovë, Nivicë, Palasë, Pilur, Piqeras, Qazim Pali, Qeparo fshat, Qeparo Fushë, Sasaj, Shënvasil, Tërbaç, Vranisht, Vuno.

## Politiek
De burgemeester van Himarë is sinds 2011 Jorgo Goro van de centrumlinkse Socialistische Partij van Albanië (PS). Goro behaalde tijdens de gemeenteraadsverkiezingen in mei van dat jaar 1574 stemmen, waarmee hij respectievelijk uittredend burgemeester Vasil Bollano (1572 stemmen), Safo Prifti (560) en Dhimitri Llazari (144) versloeg. Bollano vertegenwoordigt de centristische Partij van de Vereniging voor de Mensenrechten (PBDNJ), die opkomt voor de rechten van de Griekse minderheid en de politieke voortzetting is van de Griekse belangenorganisatie Omonia, waarvan hij voorzitter is.

## Demografie

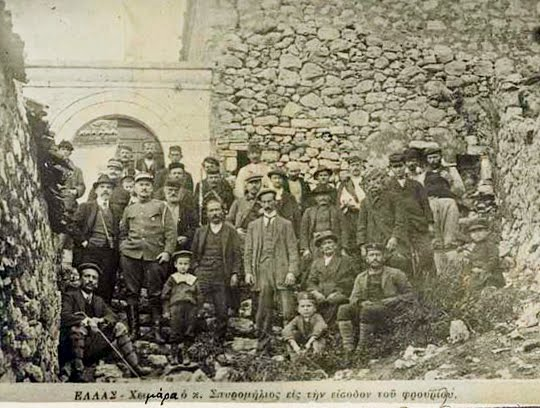
Grieken in Himarë (1912)

Terwijl in de communistische periode het Albanees dominant was in het openbare leven, heeft zich in de laatste decennia een wedergeboorte van het Grieks als omgangstaal in Himarë voorgedaan. De arbeidsmigratie naar Griekenland en de Griekse invloeden die teruggekeerde Albanezen of seizoenarbeiders naar Zuid-Albanië meebrachten hebben hier een grote rol in gespeeld.
Het taalvraagstuk leidt in Himarë vaak tot wetenschappelijke tegenstrijdigheden en politieke spanningen. Zo zijn Albanese en Griekse wetenschappers het met elkaar oneens over de vraag of de Grieken van Himarë al dan niet van oudsher in de stad wonen. In politiek opzicht is dit bepalend voor de beslissing om Himarë al dan niet het statuut van minderhedengemeente toe te kennen. Bij verkiezingen in 1999 en 2003 kwam het tot incidenten omdat de Griekse minderheid zich benadeeld voelde. Begin 2009 veroordeelde een rechtbank in Vlorë de etnisch Griekse burgemeester tot een gevangenisstraf van verschillende maanden omdat hij eind 2007 eentalig Albanese straatnaamborden liet verwijderen.
In 1779 werd binnen de muren van de citadel een Griekse basisschool gebouwd, de Akrokeravnios Scholi. Deze werd in 1945 buiten dienst gesteld door het communistische regime van Enver Hoxha, dat Grieks onderwijs slechts toeliet in een officieel afgelijnd minderhedengebied waar Himarë geen deel van uitmaakte. Sinds 2006 wordt er in hetzelfde gebouw opnieuw lesgegeven. De hedendaagse school maakt deel uit van het Omirosnetwerk.

#### Religie
De meeste inwoners behoren tot de Albanees-Orthodoxe Kerk, vooral in deelgemeente Himarë. Verder leeft er een vrij grote islamitische minderheid. 
| Religieuze samenstelling in de stad (bashki) Himarë | Religieuze samenstelling in de stad (bashki) Himarë | Religieuze samenstelling in de stad (bashki) Himarë | Religieuze samenstelling in de stad (bashki) Himarë | Religieuze samenstelling in de stad (bashki) Himarë | Religieuze samenstelling in de stad (bashki) Himarë |
| Deelgemeente                                        | Aantal inwoners (census 2011)                       | Islam                                               | Katholieke Kerk in Albanië                          | Albanees-Orthodoxe Kerk                             | Bektashi                                            |
| --------------------------------------------------- | --------------------------------------------------- | --------------------------------------------------- | --------------------------------------------------- | --------------------------------------------------- | --------------------------------------------------- |
| Lukovë                                              | 2.916                                               | 37,11 procent                                       | 3,40 procent                                        | 30,93 procent                                       | 0,62 procent                                        |
| Himarë                                              | 2.822                                               | 16,58 procent                                       | 2,73 procent                                        | 70,52 procent                                       | 0,32                                                |
| Horë-Vranisht                                       | 2.080                                               | 22,60 procent                                       | 0,34 procent                                        | 0,05 procent                                        | -                                                   |

Een groot deel van de bevolking heeft de volkstelling van 2011 geboycot, waardoor de cijfers niet echt representatief zijn.

## Economie

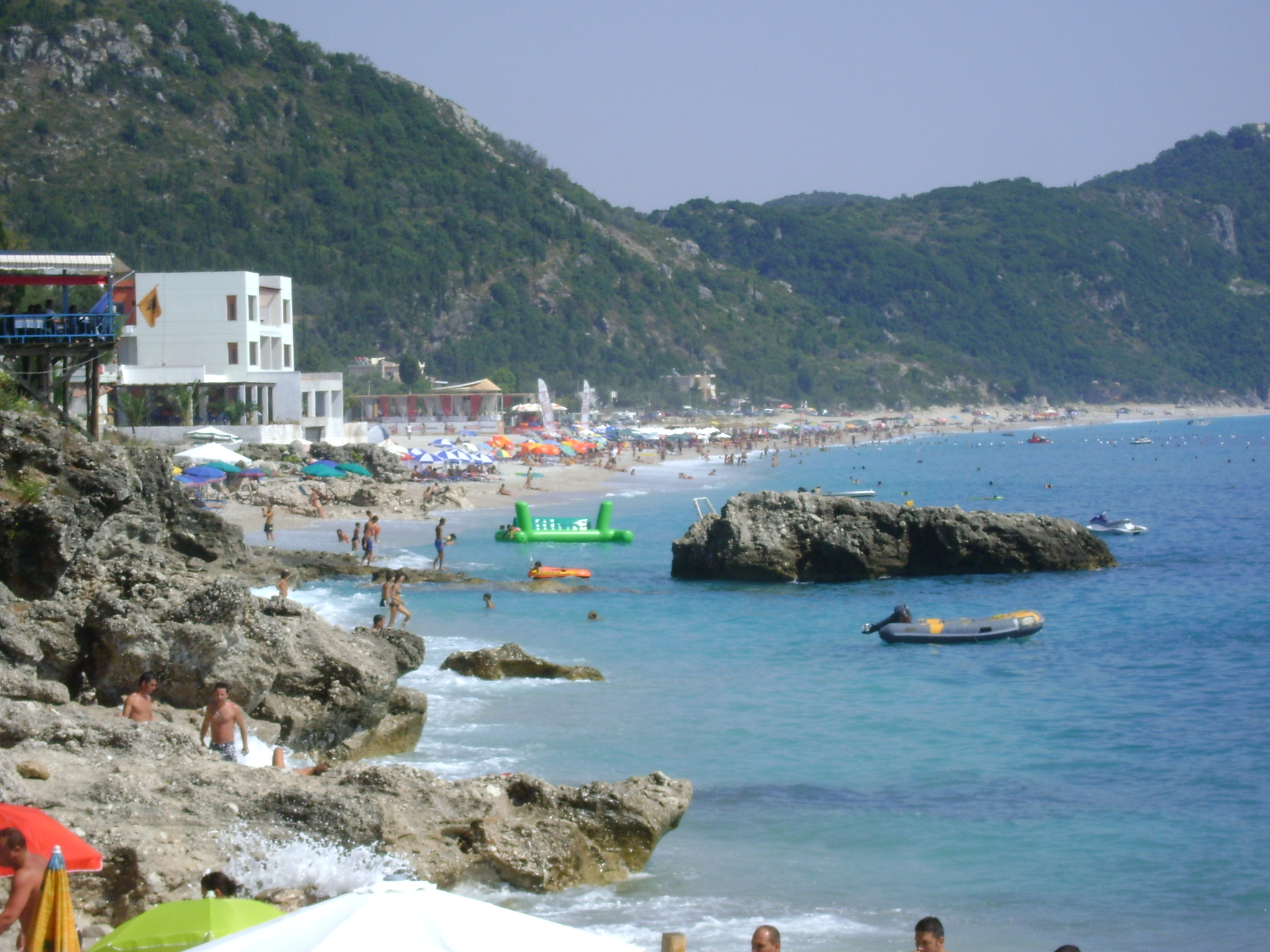
Strand in Dhërmi

Himarë leeft voornamelijk van het toerisme en ontvangt zowel bezoekers uit binnen- als uit buitenland. De infrastructuur is de laatste jaren fel verbeterd, maar volstaat nog nauwelijks voor de zomerse toeristenstroom. Buiten de vakantieperiodes is Himarë een vrij slaperig stadje; aangezien veel jongere mensen leven en werken in Griekenland, wonen in de verschillende dorpen vooral nog ouderen. In de omgeving van Himarë wordt daarnaast aan wijnbouw en andere landbouw gedaan; vooral de rode wijn uit de streek geniet enige bekendheid.
De weinige fabrieken in Himarë zijn gesloten en de marinebasis van het Albanese leger bij Porto Palermo half verlaten. Ook de visserij is weinig rendabel, aangezien het te lastig is de vis tot bij de afnemers te krijgen.

## Toerisme en bezienswaardigheden
Het hedendaagse Himarë wordt weleens vergeleken met het Sarandë van de jaren 1990 om aan te geven dat de stad met name interessant is voor toeristen die Sarandë vandaag te druk en overontwikkeld vinden. De stad is vooral populair omwille van haar strandpromenade met Griekse taverna's, haar fijne zandstrand en het helderblauwe zeewater, dat tot het einde van het jaar warm blijft. In tegenstelling tot in de zuidelijkere gebieden gaan de hellingen langs de kust echter steiler naar het water toe, waardoor de stranden minder breed of plaatselijk afwezig zijn. De stranden van Spile bestaan uit fijne kiezelstenen; in Potam is het grind minder fijn maar is het doorgaans rustiger. Beide stranden beschikken over hotels maar kunnen er in het hoogseizoen enigszins vuil bij liggen.
In juni 2012 werd Himarë de eerste Albanese gemeente waarvan het stedenbouwkundige plan voor een duurzame ontwikkeling van het toerisme door de nationale overheid werd goedgekeurd. Volgens premier Sali Berisha (PD) kan de toeristische sector op basis van het plan lokaal verdrievoudigen. Sinds het opdrogen van geldstromen afkomstig van Albanese immigranten in Griekenland is de vraag naar financiële bijstand van de regering in Tirana groter geworden.

### Bezienswaardigheden

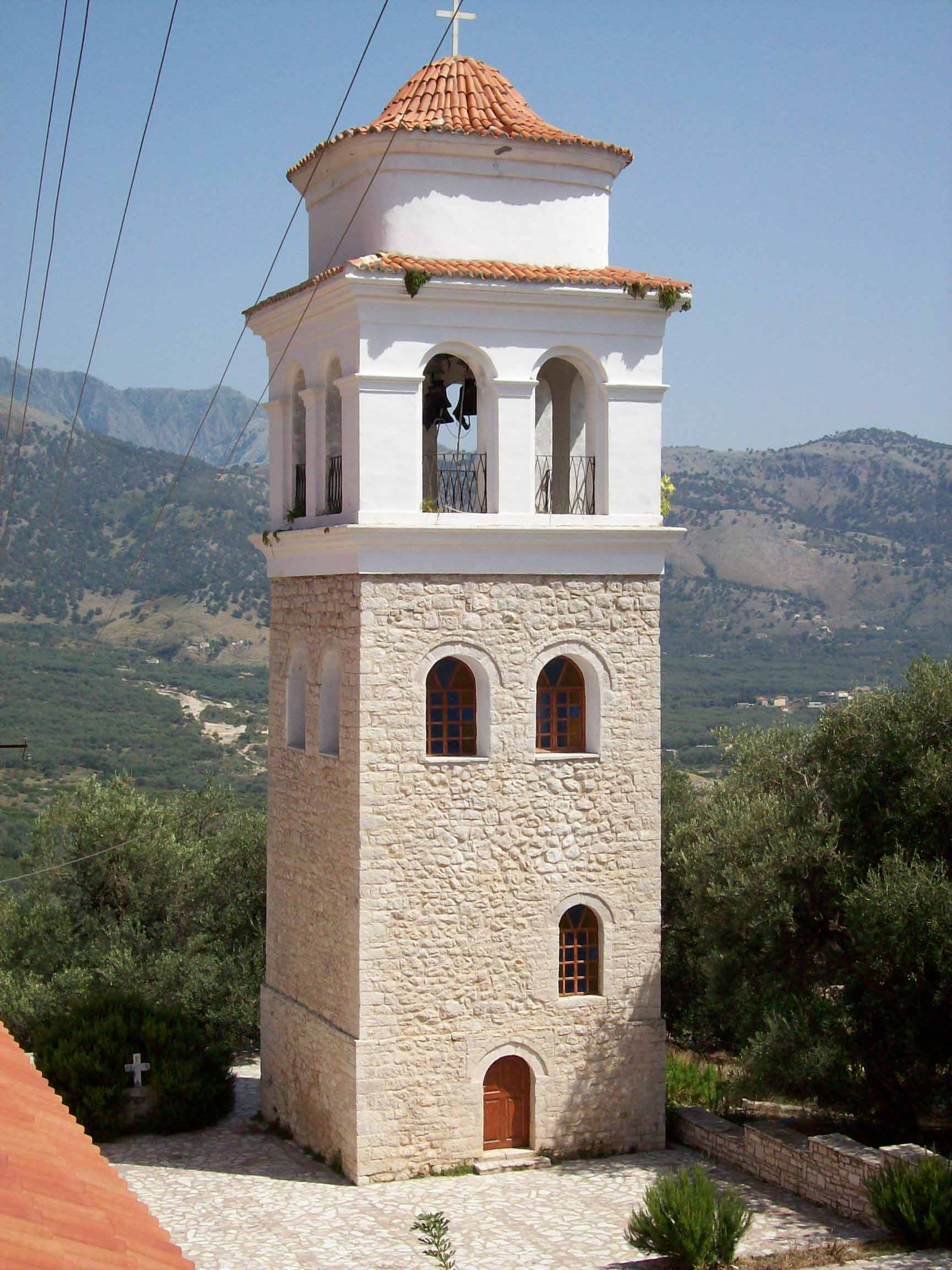
Klokkentoren van de Allerheiligenkerk

Himarë is rijk aan orthodoxe kerken en kloosters:
- Aan de ingang van de citadel bevindt zich de in 1775 opgetrokken Allerheiligenkerk (Albanees: Kisha e Gjithshenjtorëve).
- Het Athaliotissaklooster (Athaliotissas Manastiri) ligt in de bergen boven Himarë en is uitsluitend te voet bereikbaar.
- De Byzantijnse Episcopale Kerk (Kisha e Episkopale) bevindt zich tegenover de tegenwoordig verlaten bisschoppelijke residentie, binnen de muren van de burcht.
- Op een heuveltop boven Dhërmi ligt het witte Onze-Lieve-Vrouwklooster (Manastiri i Shën Marisë).
- Het gerenoveerde witte Sint-Demetriusklooster, met gelijknamige kerk, bevindt zich in Qeparo.
- Tussen Dhërmi en Ilias ligt het Sint-Theodorusklooster (Manastiri i Shën Theodhorit).

Voorts zijn bezienswaardig:
- De site van het antieke Fort van Himarë (Kështjella e Himarës) ligt boven aan de oude stad en werd 3500 jaar geleden al bewoond.
- In 1779 werd naast de Allerheiligenkerk de Griekse basisschool Akrokeravnios Scholi (Grieks: Ακροκεραύνιος Σχολή) opgericht, die een belangrijke rol heeft gespeeld voor de Griekse cultuur in de streek. Tot 2006 was ze gedurende zestig jaar gesloten.
- Het huis van de familie Spyromilios, die een belangrijke rol speelde in Himarës geschiedenis, ligt binnen de muren van het fort.
- Enkele kilometers ten zuiden van het stadscentrum, langs de weg naar Qeparo, ligt op een klein schiereiland in de gelijknamige baai de vesting Porto Palermo, die volgens bepaalde bronnen door Ali Pasja werd gebouwd in het begin van de negentiende eeuw, maar volgens andere bronnen ouder is en net zoals de iets zuidelijker gelegen antieke site Butrint van de Venetianen stamt. Op de landtong die het schiereiland met het vasteland verbindt ligt de Sint-Niklaaskerk (Kisha e Shën Nikollës). Nog in de omgeving van Porto Palermo bevindt zich, zij het op militair domein, een voormalige onderzeeërbasis van de Sovjets en de communistische Albanezen, met een in de rotsen uitgehouwen duikbootbunker. Deze bunker is te zien vanaf de kustweg en van bij het Porto Palermo-fort.
- Bij een strand ten noorden van Himarë ligt de Shpella e Piratëve of 'piratengrot', een grote grot die uitsluitend over zee bereikbaar is.

## Infrastructuur en vervoer

### Voorzieningen
Himarë beschikt over een middelbare school en een ziekenhuis.

### Vervoer

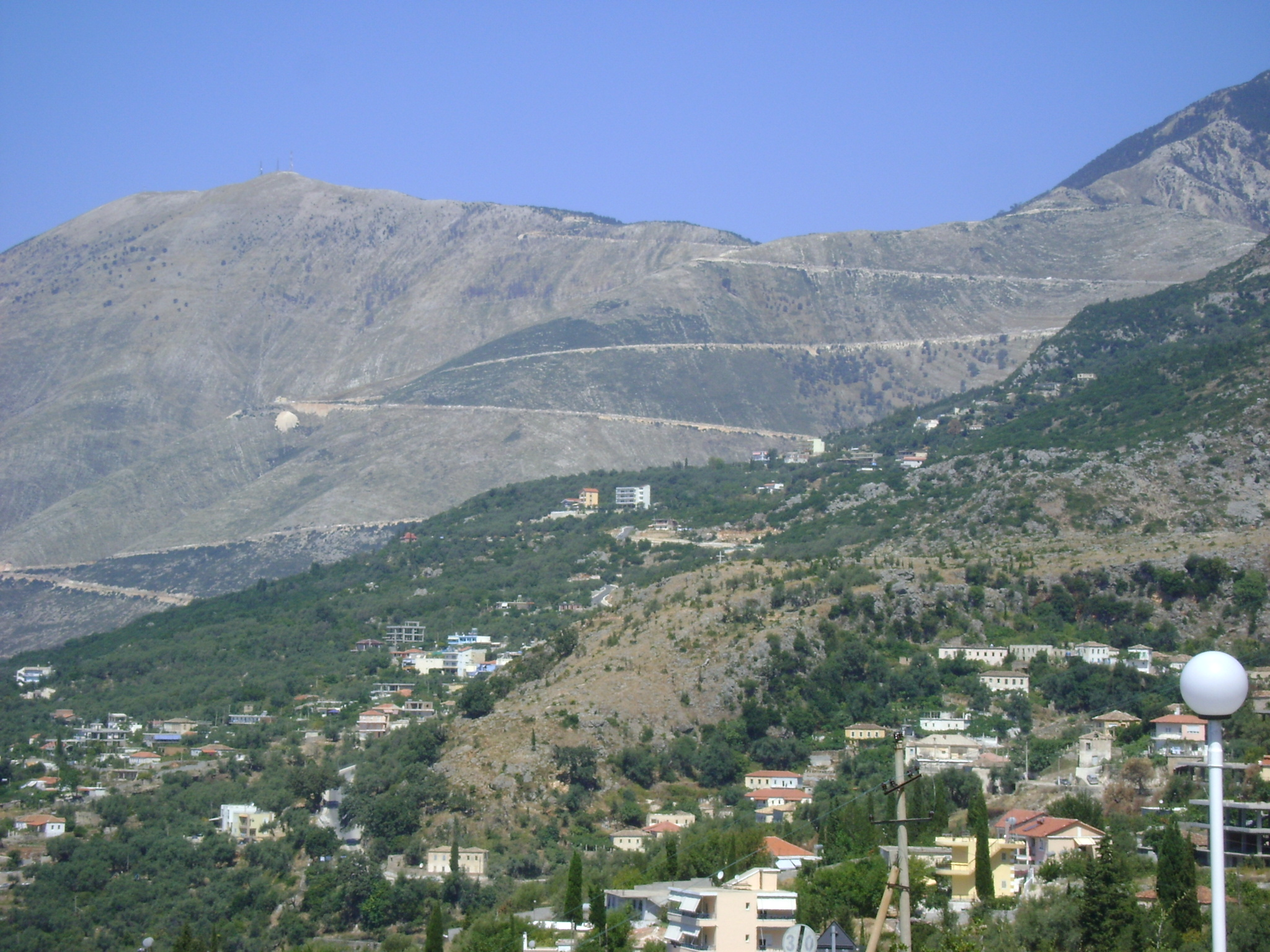
De Llogarapas gezien vanuit Dhërmi

Een asfaltweg verbindt Sarandë met Himarë; de afstand bedraagt 50 kilometer. Het traject neemt per auto twee uur en per bus tweeënhalf uur in beslag. Er zijn vier bussen per dag vanuit Sarandë plus de bussen die Sarandë langs de kustlijn met Vlorë verbinden (driemaal per dag), en die op aanvraag in elke woonkern of aan Porto Palermo halt houden. Het busstation van Himarë bevindt zich aan het zuidelijke uiteinde van de zeedijk.
De rit vanuit Vlorë (afstand: 75 kilometer) duurt per auto tweeënhalf tot drie uur, en is over de Llogarapas steil en smal. Ook in deze richting kan uiteraard van bussen (driemaal per dag) en van de kustlijnbussen richting Sarandë gebruikgemaakt worden, maar een minibus naar Himarë of Qeparo is sneller.
Himarë beschikt over een kleine haven; 's zomers is er een bootverbinding met Vlorë.
Er is een rechtstreekse busverbinding tussen Himarë en Athene, zij wordt 's zomers zesmaal per week en 's winters viermaal per week verzorgd en duurt circa twaalf uur.
Op 21 mei 2012 vond in de nabijheid van Himarë een zwaar busongeval plaats, waarbij 11 doden en 22 gewonden vielen.

## Sport
Voetbalclub SK Himarë speelt in de Kategoria e Parë, Albaniës tweede nationale klasse. Het team speelt zijn thuiswedstrijden in het Stadiumi Himara, dat een capaciteit van 2500 zitplaatsen heeft. De coach van SK Himarë is Vasil Ruci, een voormalige aanvaller bij eersteklasser KS Flamurtari Vlorë en nationaal topscorer in 1982 en 1984.

## Geboren

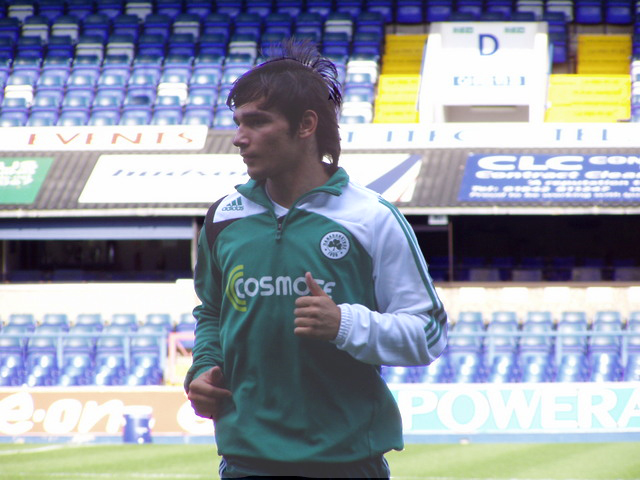
Sotiris Ninis

- Spyromilios (1800-1880), Grieks revolutionair, generaal en politicus
- Neço Muko (1899-1934), zanger en componist
- Dhimitër Anagnosti (1936), regisseur en minister van Cultuur, Jeugd en Sport
- Andon Qesari (1942), acteur en regisseur (Qeparo)
- Anastas Kristofori (1943), acteur (Vuno)
- Lefter Kashta (1948), bioloog (Palasë)
- Paskal Milo (1949), politicus, historicus en letterkundige (Palasë)
- Pyrros Dimas (1971), Grieks gewichtheffer
- Ilir Paco (1972), journalist (Palasë)
- Sotiris Ninis (1990), Grieks voetballer

### Overleden
- Nigel Cullen (1917-1941), Australisch militair